# Eiterfeld
Eiterfeld est une municipalité allemande située dans le land de la Hesse et l'arrondissement de Fulda.
Le château Burg Fürsteneck est historiquement et touristiquement le monument le plus important d'Eiterfeld.